# أندريه ليدوك
أندريه ليدوك (بالفرنسية: André Leducq)‏ (مواليد 27 فبراير 1904 - الوفاة 18 يونيو 1980) كان دراج فرنسي في صنف سباق الدراجات على الطريق. سبق أن شارك في دورة الألعاب الأولمبية الصيفية وفاز بميدالية أولمبية.

## سباقات أو مراحل فاز بها
- سباق طواف فرنسا 1930
- سباق طواف فرنسا 1932
- بطولة العالم لسباق الدراجات على الطريق

## روابط خارجية
- أندريه ليدوك على موقع أرشيف الدراجات (الإنجليزية)
- أندريه ليدوك على موقع إحصائيات الدراجات الإحترافية (الإنجليزية)
- أندريه ليدوك على موقع CycleBase (الإنجليزية)
- أندريه ليدوك على موقع أوليمبيديا (الإنجليزية)